# Andreas Munch
Andreas Munch (19. oktober 1811 i Christiania – 27. juni 1884 i Vedbæk) var en norsk digter og skuespilforfatter. I sin samtid var Munch anerkendt i Norge som en af tidens mest betydningsfulde digtere, og hans skuespil blev opført både i Norge, Sverige, Danmark og Tyskland. Bl.a. blev En aften på Giske spillet i København i 1889 med musik af den da 24-årige Carl Nielsen, de første af Nielsens mange musikstykker til teaterbrug.

## Liv
Andreas Munch var født ind i en slægt med mange præster og andre personer med tilknytning til det norske åndsliv. Hans far, Johan Storm Munch, var biskop i Kristiansand, hans fætter Peter Andreas Munch (1810–1863) var historiker og udgav fra 1851 en meget anerkendt Norges-historie, som han dog ikke nåede at fuldende før sin død. En anden af Andreas Munchs fætre var lægen Christian Munch, der var far til maleren Edvard Munch.
Mens Munch var undervejs med studier på Oslo Universitet døde faderen, og Munch måtte derfor skaffe sig indtægter, der kunne forsørge ham selv, hans mor og de mindreårige søskende. Først fik han arbejde som lærer, men senere fik han en stilling som kopist (kontormedarbejder) i Finansdepartementet (Finansministeriet).
Jævnsides med sit borgerlige erhverv skrev Munch digte og skuespil. I 1836 fik han udgivet sin første digtsamling og året efter vandt en pris for dramaet ”Kong Sverres ungdom”. Ved hjælp af prisen kunne han gennemføre sin første udenlandsrejse, der gik til Paris og Tyskland. Ved hjemkomsten begyndte han at virke som teaterkritiker, og blev senere en del af redaktionen for avisen Den Constitutionelle.
I 1844 giftede han sig med Charlotte Juul, og året efter købte han avisen og ophørte med sit arbejde i Finansministeriet. Han solgte dog avisen igen efter kort tid og tog i et helt år på udenlandsrejse til Italien, Frankrig og Tyskland. Først i 1847 var han tilbage i Norge. Omkring 1850 blev han udnævnt til amanuensis ved universitetsbiblioteket i Christiania, men oplevede til gengæld personlige tragedier, idet hans kone og en søn døde kort efter hinanden og nogle år senere den anden af sønnerne. Til gengæld blev han som den første i Norge af Stortinget i 1860 tildelt en ærespost som docent med løn, men uden undervisningsmæssige forpligtelser, og i 1866 blev han ekstraordinær professor. 
Allerede 1857 havde Munch i Christiania mødt Amalia Raben, adopteret datter til grev Gregers Christian Raben til Christiansholm / Ålholm ved Nysted, og da de derefter tilfældigt mødtes i London i 1862, udviklede det sig til et personligt bekendtskab. I 1865 giftede Andreas Munch og Amalia Raben sig på trods af modvilje fra Gregers Raben og derefter skiftede parret mellem at bo i Norge, København og Nysted. I 1878 byggede de ”Villa Marina”, en sommerbolig i italiensk stil på hovedgaden i Nysted, med udsigt til Amalia Munchs barndomshjem Ålholm.
Andreas Munch udgav i 1874 sine Barndoms- og Ungdomsminder, og datteren Anna udsendte i 1954 et omfattende udvalg af forældrenes breve til og fra mange af tidens kendte danske og norske kulturpersonligheder blandet med egne erindringer og genfortællinger af Amalia Munchs oplevelser.
Digteren Gustav Wieds far var en fætter til Amalia Munch, og Wied har i sine erindringer Digt og virkelighed fra 1914 beskrevet et møde med ægteparret Munch i deres lejlighed i København.
| Citat                           | Da dramaet (Gunlaug og Geiride) var færdigt, læste jeg det for tante Marie. Hun sagde, at det var storartet, og at jeg burde indlevere det til Det kgl. Teater. Det vovede jeg imidlertid ikke. Så rådede hun mig til at gå til den norskfødte digter Andreas Munch, og bede ham sig mig sin mening om det. Munch var gift med en kusine af tante, en frøken Norberg fra Nysted, adopteret af grev Raben, Aalholm. Det var et ejendommeligt ægtepar at se sammen, Munchs. Han: høj, bredskuldret, smuk, et rigtigt mandfolk hun: lille, med et ret karakteristisk, klogt ansigt. Jeg skrev til digteren, at jeg herved tillod mig at sende ham min komedie til gennemlæsning, og om han ville være så god at sige sin mening om den. Desuden undlod jeg ikke at meddele ham, at jeg var en søn af hans kones fætter. Jeg fik et yderst elskværdigt svar. Og på den af ham i svaret fastsatte dag og tid begav jeg mig hen i Kronprinsessegade, hvor han boede. Jeg tror, at jeg gik fem gange op og ned ad trappen til hans lejlighed 2. sal, uden at have mod til at ringe på. Endelig tog jeg mig selv med vold og halede i. klokkestrengen. En blondekappet stuepige lukkede op: — Om professoren var hjemme? — Hvem jeg var? Jeg sagde mit navn og blev ført ind i dagligstuen til digteren og fruen. Han smilede venligt og rakte mig sin store, bløde hånd. Hun så’ skarpt på mig: — Så De er en søn af August Wied? — Ja. . . Jeg skal hilse Dem mange gange fra tante. — Tak.. . Vil De hilse igen. Og så gik hun. Hvad Munch egentlig mente om mit digterværk, husker jeg ikke mere, kun det ene står endnu klart for mig, at han efter min mening unødigt længe opholdt sig over, at jeg havde stavet ordet sanser med d. — Det bruger vi ikke i Norge, sagde han — men kanske det er specielt dansk. — Ja, sagde jeg — det er... det er dansk; men der er også dem, der stryger d’et. Så skulle De gøre det! mente han. — Syntes han, at jeg skulle levere stykket ind til Det kgl. Teater? — Tja—e... men nu har de jo lige spillet »Hærmændene«. Jeg er vis på, at mine øjne strålede, da jeg svarede: — Ja, jeg har været henne at se det! Han smilede: — Har mærket det... Fru Munch stak hovedet ind fra naboværelset og sagde: — Andreas, har du tid? Jeg var dybt skuffet over resultatet af mit besøg. Men det lærte jeg altså, ikke for fremtiden at stave sanser med d. | Citat |
| Digt og Virkelighed, side 82-83 | |       |

## Munchs digtning og hans betydning
Munch er en repræsentant for nationalromantikken og norsk poetisk realisme, men blev en af de sidste romantikere. Han mistede efterhånden betydning som digter i realismens og naturalismens tidsalder. Næste generation med folk som Henrik Ibsen og Bjørnstjerne Bjørnson overtog publikums opmærksomhed. Det var måske en af grundene til, at Munch valgte at tilbringe de fleste af sine sidste 20 år i Danmark. Der er dog ingen tvivl om, at Munch fra ca. 1840 – ca. 1865 var anerkendt og populær. I disse år blev han overøst af den svensk-norske unionskonges gunstbevisninger som regimets uofficielle "poeta laureatus (på tysk)". Andreas Munch var medlem af Det Kongelige Norske Videnskabers Selskab fra 1858, af Videnskabs-Selskabet i Kristiania fra 1862 og af Kungliga Vetenskapssocieteten i Uppsala i Göteborg. Han blev udnævnt til ridder af St. Olavs Orden 1855 og kommandør af 1. klasse 1880, og han var kommandør af Dannebrogordenen og ridder af den svenske Nordstjerneorden. 
I forordet til datterens Anna Munchs erindringsbog fra 1954 om sine forældre skriver litteraturforskeren Francis Bull:
"Andreas Munch hadde som dikter den uheldige skjebne å være omgitt av litt eldre og litt yngre storheter – Wergeland og Welhaven, Ibsen og Bjørnson, som skygget for ham. Men ingen som har sans for poesi, kan miskjenne den ekte egentone i Munchs fineste lyrikk, og dersom man med eksempler vil peke på hva hans diktning har betydd for hans yngre samtidie, er det nok å velge imellom."
Artiklen i Illustreret Tidende fortæller om digtsamlingen Sorg og Trøst, at en norsk immigrant i Californien "udtalte sin varme Tak for den Styrkelse, han under sine egne lignende Tab havde øst af deres Læsning." Digtsamlingen er skrevet efter hustruens og den enes søns død, og udkom i mindst 5 oplag.

## Værker

### Sceneværker
- Kong Sverres Ungdom (1837)
- Donna Clara (1840)
- Jøden (1844/2012)
- Salomon de Caus (1854)
- En Aften paa Giske (1855)
- Lord William Russell (1857)
- Kongehallen i Bergen (1860)
- Hertug Skule (1864)
- Moder og Søn (1871)
- Fjeldsøen (1875)
- Fangen paa Munkholm (1875)

### Digtsamlinger, enkeltdigte og prosatekster (ukomplet)
- Ephemerer (1836)
- Sangerinden (1837)
- Den Eensomme. En Sjælehistorie (1846)
- Digte, gamle og nye (1848)
- Billeder fra Nord og Syd (1849)
- En Brudeferd i Hardanger (1849/1879)
- Nye Digte (1850)
- Sorg og Trøst (1852)
- Digte og Fortællinger, ældre og nyere (1855)
- Kongedatterens Brudefart (1861)
- Nyeste Digte (1861)
- Pigen fra Norge, historisk-romantisk Fortælling (1861)
- Jesu Billede. Digtkreds efter en romersk Legende (1865)
- Reiseminder (1865)
- Eftersommer. Ny Digtsamling (1867)
- Barndoms- og Ungdomsminder (1874)
- Mindedigte (1877)
- Pave og Reformator. Historisk Digtning (1880)
- I Finmarken (1882)